# Bột nở

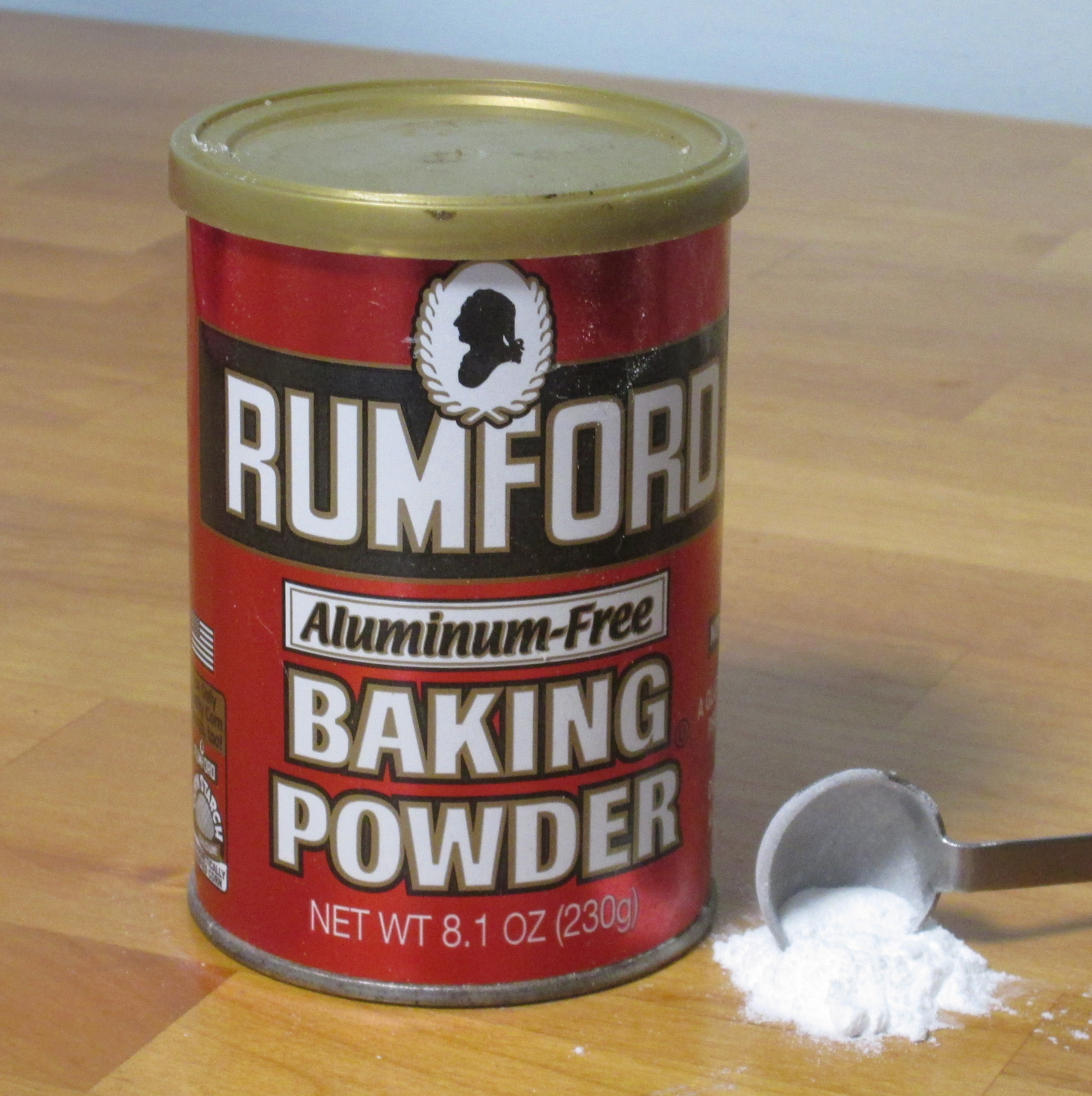
Bột nở đóng hộp tại Mỹ. Loại bột nở đặc biệt này chứa superphosphat, natri bicarbonat và bột ngô.

Bột nở (tiếng Anh: baking powder) là một loại chất xúc tác khô dùng để tạo độ nở trong chế biến bánh, thành phần chứa carbonat hoặc bicarbonat và một loại acid yếu. Base và acid trong bột nở được ngăn không cho phản ứng sớm bằng cách thêm vào một chất đệm như bột bắp, tới khi thêm vào nhào bánh, phản ứng acid–base sẽ diễn ra khiến các bọt khí carbon dioxide giải phóng và làm nở bánh.
Loại bột nở đầu tiên được nhà sản xuất thực phẩm Alfred Bird ở Anh phát triển vào năm 1843, khi đó nó chỉ đơn thuần giải phóng carbon dioxide khi gặp nước trong quá trình nhào bánh, còn gọi là bột nở "tác dụng đơn". Sau này, vào những năm 1860, nhà hoá học Eben Norton Horsford tại Mỹ phát triển ra bột nở "tác dụng kép", toả ra khí cả khi nhào và nướng bánh.
Bột nở thường sẽ được dùng thay cho men nở ở giải đoạn cuối của việc chế biến nếu không muốn bánh có mùi lên men hoặc nếu bột bánh không có đủ độ đàn hồi để giữ bọt khí trong hơn vài phút. Dùng bột nở cũng là để tăng tốc độ sản xuất vì carbon dioxide toả ra trong phản ứng hoá học nhanh hơn so với phương pháp lên men. Bánh tạo ra bằng cách dùng bột nở hay các loại xúc tác hoá học nói chung được gọi là quick bread (bánh mì làm nhanh). Sự ra đời của bột nở được coi là một bước tiến lớn trong nghề làm bánh, giúp tiết kiệm thời gian và công sức, dẫn tới việc phát minh các loại bánh ngọt, bánh quy khác.

## Thành phần
Bột nở bao gồm base, acid và một chất đệm để giữ cho hai thành phần trên không phản ứng trước khi sử dụng. Đa số bột nở hiện nay thường có natri bicarbonat (NaHCO3), còn gọi là muối nở (baking soda) và một số muối acid.
Khi gặp nước, natri bicarbonat sẽ phản ứng với muối acid và toả ra carbon dioxide, dù trong công nghiệp hay hộ gia đình, công thức chung của bột nở cũng không thay đổi. Phản ứng acid–base cơ bản được thể hiện như phương trình sau:
NaHCO3 + H+ → Na+ + CO2 + H2O
Phản ứng hoá học thực tế sẽ phức tạp hơn tuỳ vào thành phần, ví dụ với muối nở và superphosphat:
14 NaHCO3 + 5 Ca(H2PO4)2 → 14 CO2 + Ca5(PO4)3OH + 7 Na2HPO4 + 13 H2O